# مارك إيغر
مارك إيغر (بالإنجليزية: Mark Eager)‏ هو موزع بريطاني، ولد في 17 مارس 1962.